# Марюс
«Марюс» — советский 6-серийный исторический фильм 1990 года по мотивам романа Казиса Альменаса «Сенокос».

## Сюжет
Литва, первая половина XVIII века. Молодого героя — незаконнорождённого, отвергнутого своим родом и вынужденного самостоятельно пробивать дорогу в жизни — ждут захватывающие приключения…

## В ролях
- Гедиминас Сторпирштис — Марюс
- Томас Урбшас — Марюс в детстве
- Любомирас Лауцявичус — Миколас Аугустас Гедрайтис, шляхтич
- Витаутас Паукште — Дабульскис, дворянин
- Сакалас Уждавинис — Бенвенутас, художник
- Зане Янчевска — Мария Алмена, мать Марюса
- Викторас Шинкарюкас — капитан Роберто Пегрини, дядя Бенвенутаса
- Гедиминас Пранцкунас — хозяин корчмы
- Вайва Майнелите — жена Забелы
- Йонас Пакулис — Селис
- Саулюс Кизас — Игнацас Нарюшис, управляющий поместья Дабульскиса
- Витаутас Григолис — Контримас
- Рамутис Йонас Римейкис — Дарвайнис
- Леонардас Зельчюс — Сангушка
- Юозас Ригертас — князь Чарторыский
- Вилюс Вайчекаускас — Юозапотас
- Неле Савиченко-Климене — Изабель, жена Гедрайтиса
- Валентина Брауде — Людвика, дочь Дабульскиса
- Феликс Дейч — Фейгельман, трактирщик
- Адольфас Вечерскис — Владисловас Вольскис
- Евгений Бочаров — Кежгайла
- Альгирдас Паулавичюс — Карайтис
- Мария Лукашевская — Люция
- Борис Тетерин — Карневскис
- Эдуардас Кунавичюс — Норейка
- Регина Арбачяускайте — Дабульскене
- Пятрас Венсловас — пастор
- Олегас Дитковскис — беженец
- Альгимантас Вощикас — беженец
- Бронюс Гражис — Ацус, беженец
- Юозас Ярушявичюс — беженец
- Сигитас Рачкис — приказчик Гедрайтиса
- Эдгарас Савицкис — кузнец
- Броне Брашките — Вероника
- Арвидас Багдонас — гвардеец
- Альгимантас Зигмантавичюс — шляхтич
- Александра Бражникова — Юдифь
- Витаутас Томкус — священник
- Аудрис Хадаравичюс — пан Заблоцкий
- Валдас Ятаутис — ксёндз Казимир
- Валерий Светлов — карлик в церкви

## Съёмочная группа
Режиссёры: Йонас Пакулис, Алюс Янчорас, Марионас Гедрис

Сценарист: Витаутас Жалакявичус

Оператор: Алоизас Янчорас

Композиторы: Гедрюс-Антанас Купрявичюс, Юозас Ширвинскас

Художники: Юрий Григорович (II), Альгимантас Шюгжда